# Lovosice (nádraží)
Lovosice jsou železniční stanice ve stejnojmenném městě v okrese Litoměřice v Ústeckém kraji. Leží na dvoukolejné elektrizované trati 090 Praha–Děčín (3 kV ss) a jednokolejných neelektrizovaných tratích Lovosice – Česká Lípa, Lovosice – Teplice v Čechách a Lovosice–Postoloprty. Dále se ve městě nacházejí železniční zastávky Lovosice město, Lovosice zastávka a Lovosice závod.

## Historie
Stanice byla vybudována jakožto součást trati společnosti Severní státní dráha (NStB) spojující Prahu a Drážďany, podle univerzalizované podoby stanic celé železniční stavby. Primárně sloužila k dopravní obsluze zhruba tři kilometry vzdálených Litoměřic na opačném břehu Labe. 1. června 1850 byl s lovosickým nádražím uveden do provozu celý nový úsek trasy z Prahy do Ústí nad Labem, odkud roku 1851 mohly vlaky pokračovat do Podmokel (Děčína) a na hranici se Saskem. Trať i stanice nejprve provozovala společnost Severní státní dráha, roku 1854 byla privatizována a trať převzala Rakouská společnost státní dráhy (StEG), ta 22. října 1882 otevřela železniční trať stojící na základu cukrovarské vlečky do Libochovic, roku 1902 prodloužené do Loun. 18. října 1898 pak projekt společnosti Ústecko-teplická dráha spojil Řetenice u Teplic přes Lovosice a stanici Litoměřice horní nádraží, odkud byla 16. prosince dráha zprovozněna do České Lípy.
Roku 1909 byla StEG zestátněna a provozovatelem se staly Císařsko-královské státní dráhy (kkStB), po vzniku samostatného Československa přešla stanice pod Československé státní dráhy. ATE byla zestátněna až k 1. lednu 1923.
Z důvodu nutnosti zvýšení přepravní kapacity stanice proběhla koncem 60. let 20. století kompletní přestavba budov i kolejiště lovosické stanice. Namísto starého nádraží vznikla dále od centra nová výpravní budova ovlivněná bruselským stylem podle návrhu architekta Josefa Dandy, která ovšem z důvodu úspor nebyla realizována v plném rozsahu. Původní budova železniční stanice byla stržena roku 1970. Elektrický provoz na hlavní trati procházející stanicí byl zahájen 1. 1. 1980.[zdroj?]

## Popis
Stanicí prochází První železniční koridor, leží na trase 4. Panevropského železničního koridoru. Nachází se zde dále dvě nekrytá a tři krytá ostrovní nástupiště s podchodem pro cestující (2019). Rekonstrukce stanice byla dokončena roku 2018. Stanice má po rekonstrukci bezbariérový přístup. Hala má původní vybavení a je v ní umístěná čekárna s lavičkami a prodejní místo jízdenek, úschovna zavazadel, úschovna kol a půjčovna kol. Po průchodu halou je zde možnost příchodu k jednotlivým nástupištím nově vybudovaným podzemním podchodem. Na nástupiště jsou vybudovány výtahy nebo je možné použít i schodiště. Nástupiště jsou zastřešená, dlážděná a jsou zde opět pro cestující k dispozici lavičky. Stanice má digitální informační systém pro zobrazování příjezdu a odjezdu vlaků.[zdroj?]

## Galerie

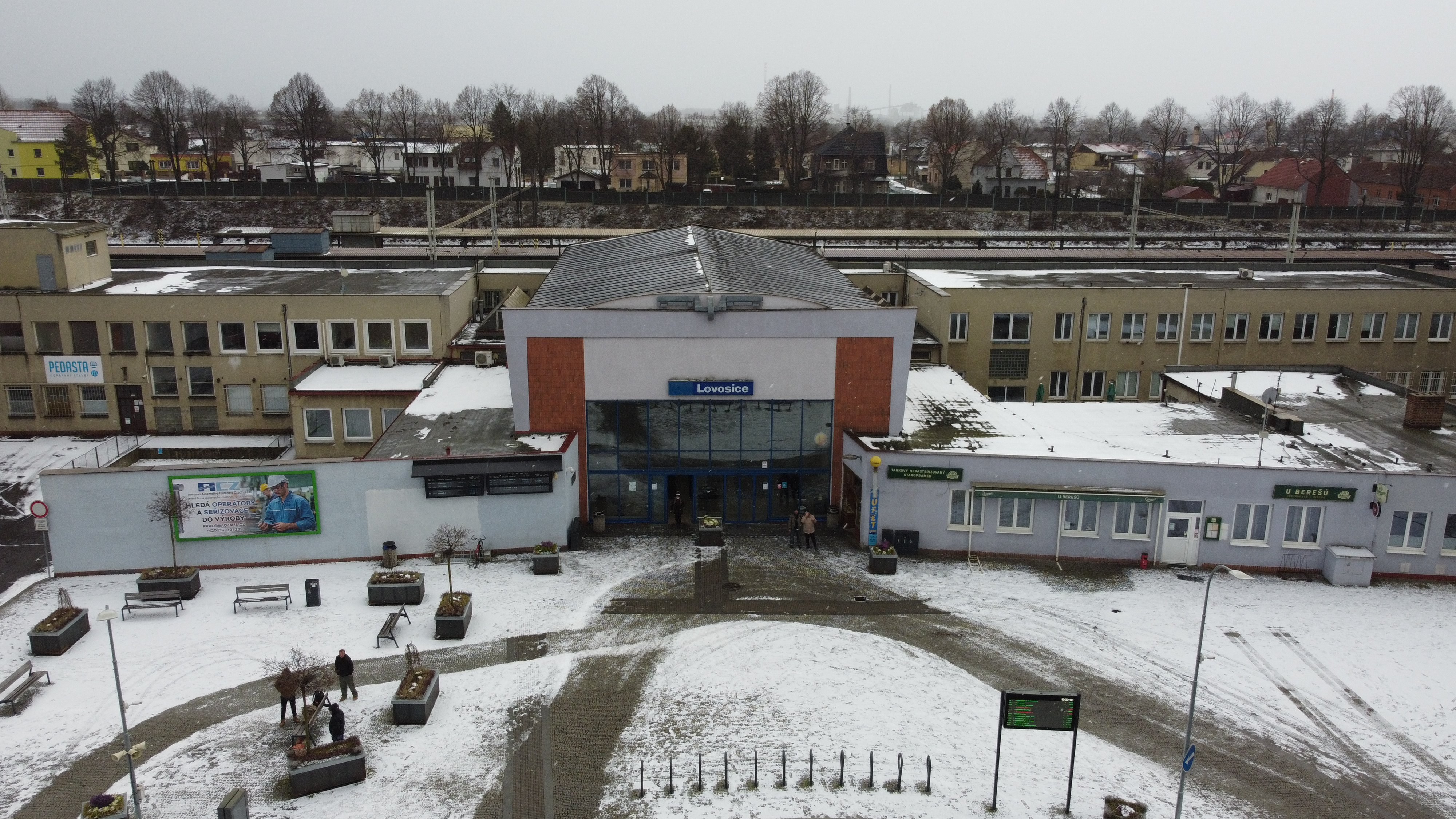
Nádražní budova z ptačí prespektivy
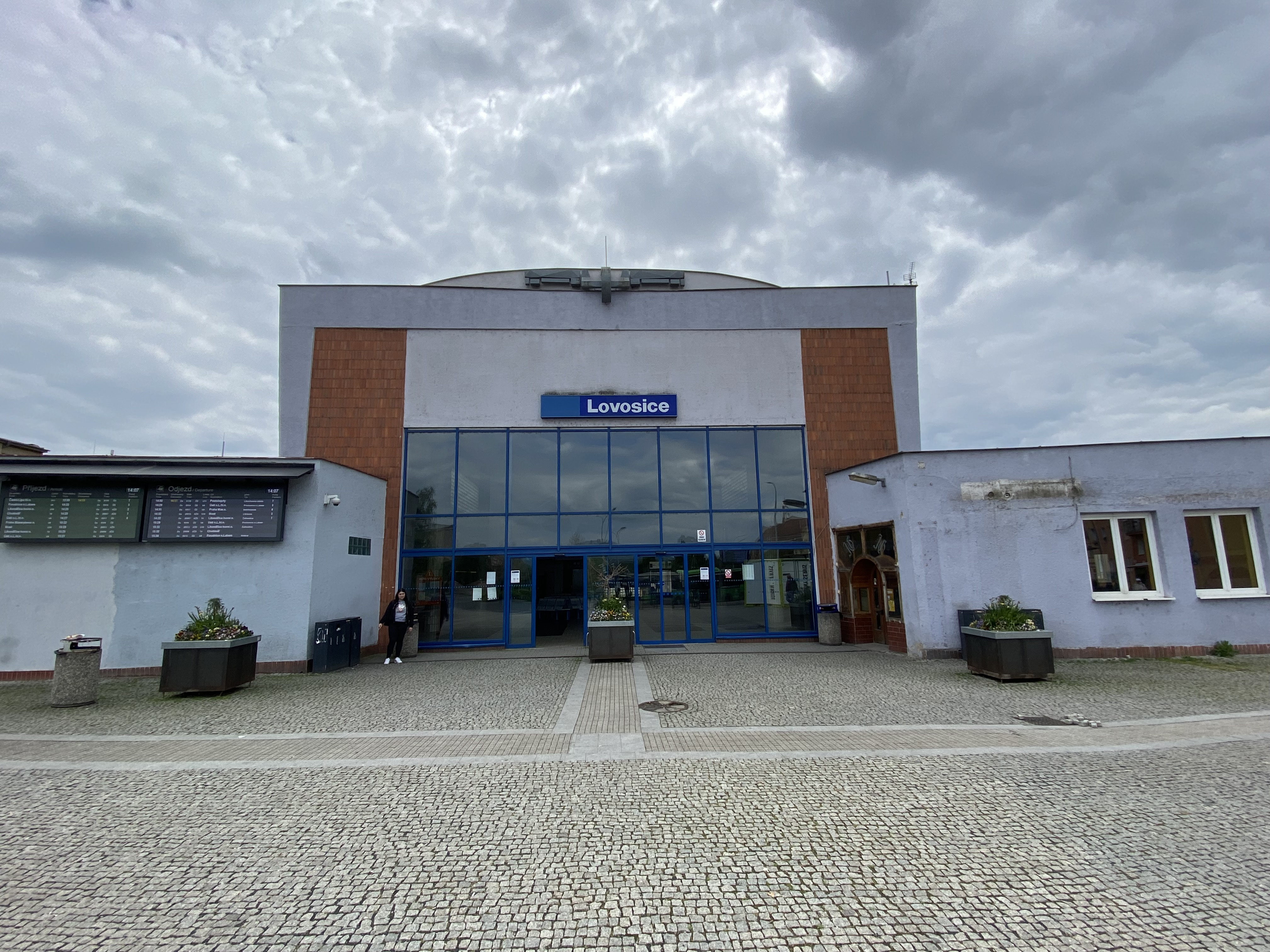
Vstup do nádražní budovy
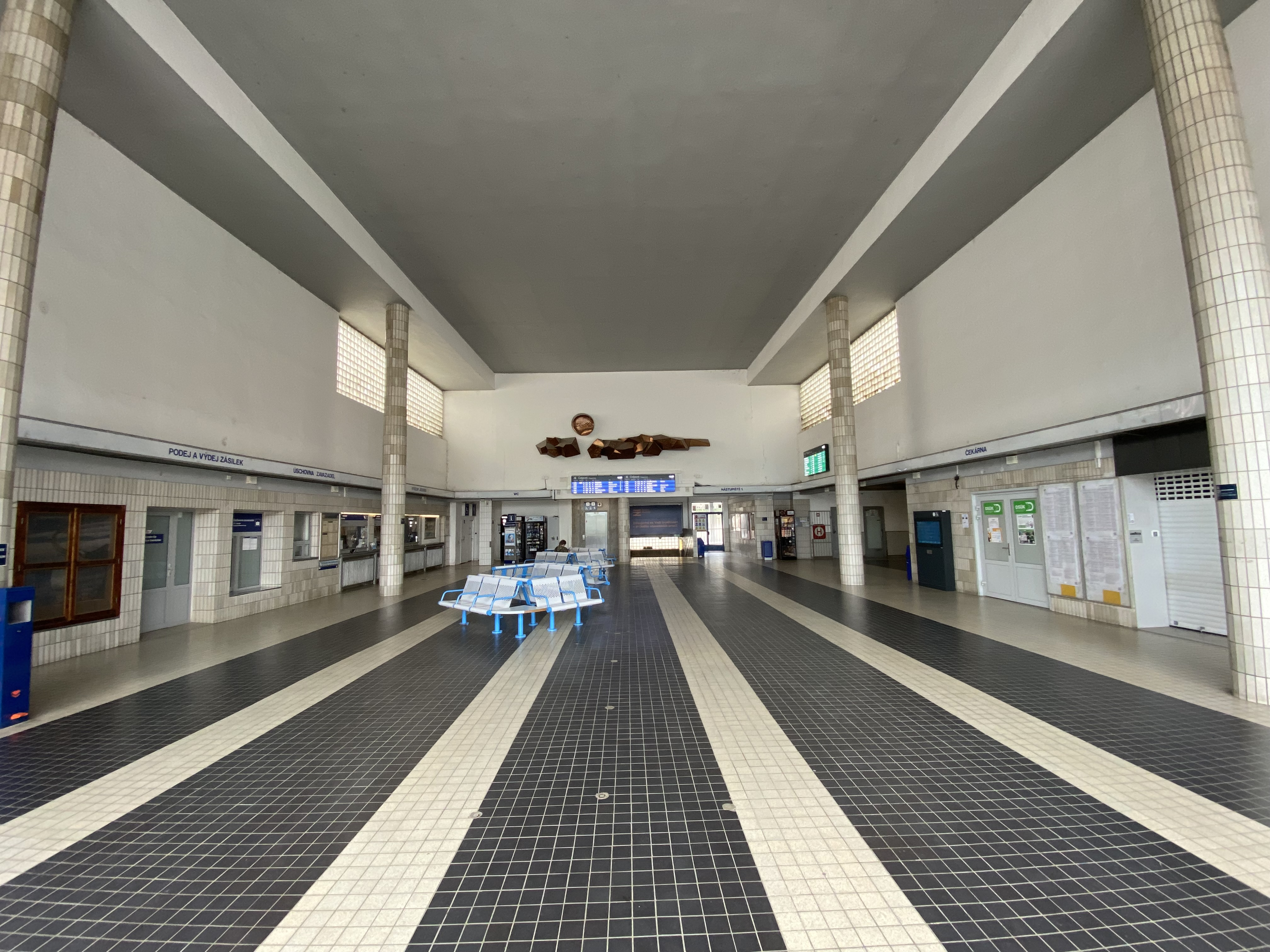
Vnitřní vybavení haly
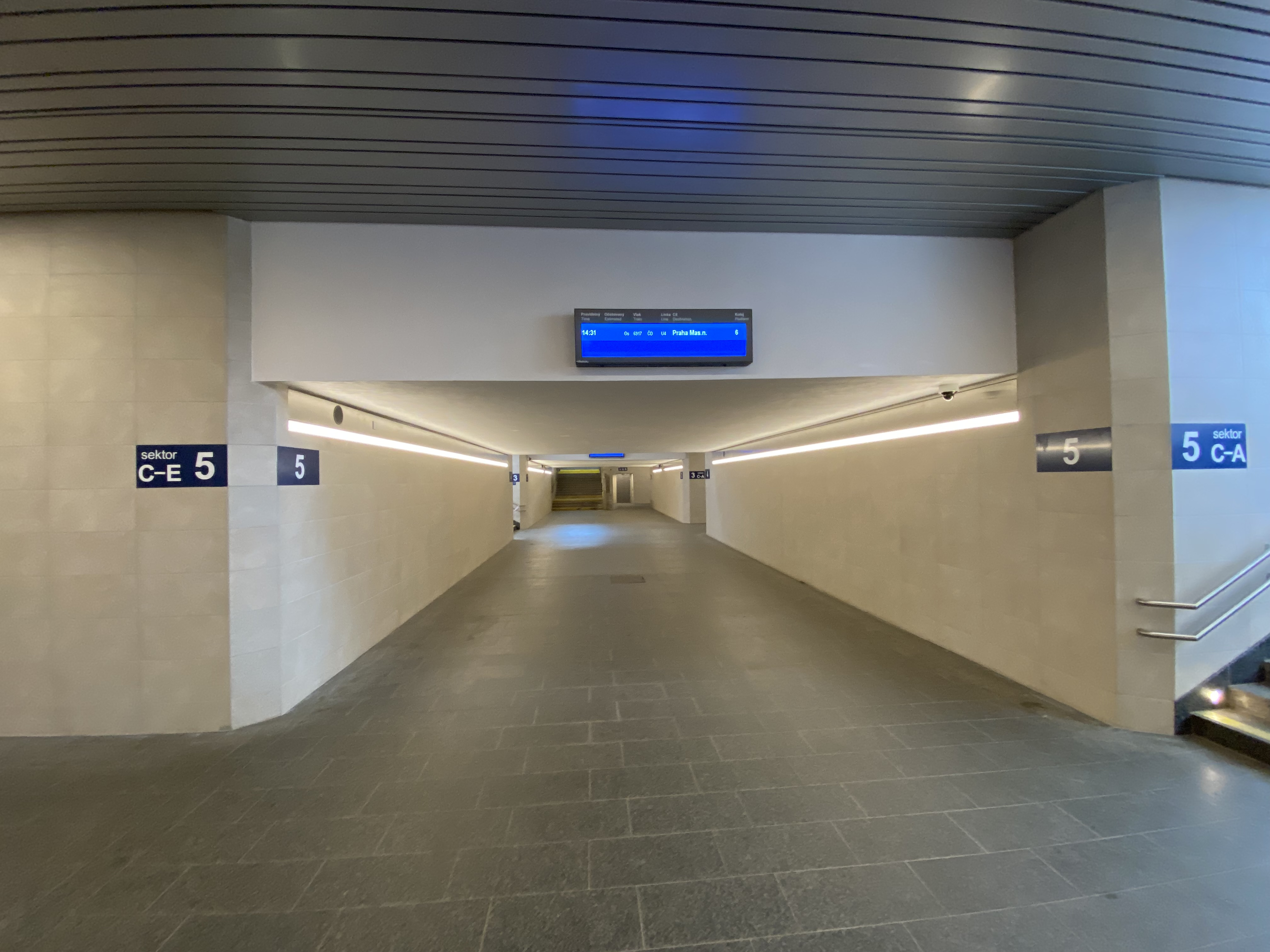
Podchod k nástupištím
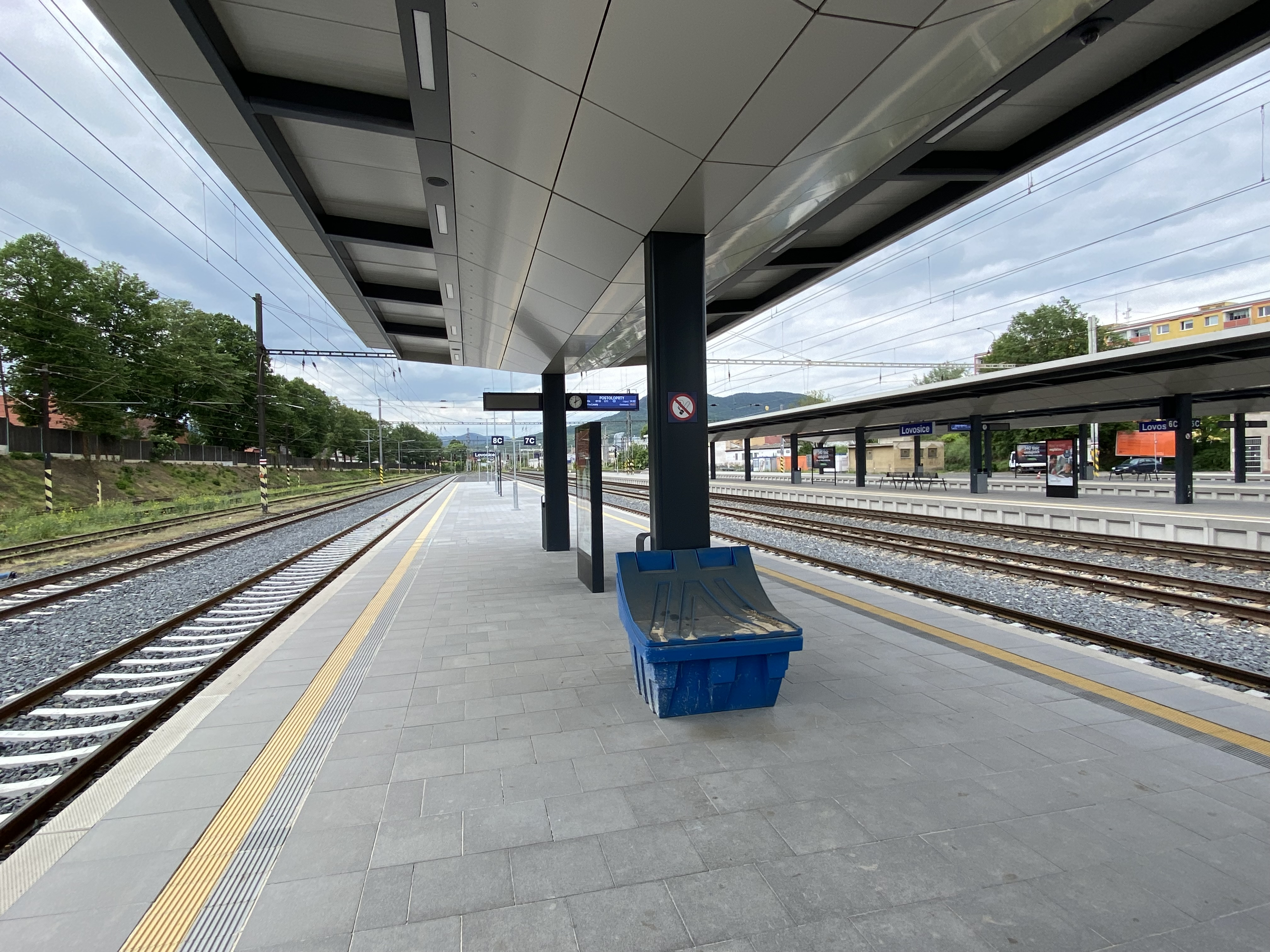
Nástupiště nádraží 7 a 8
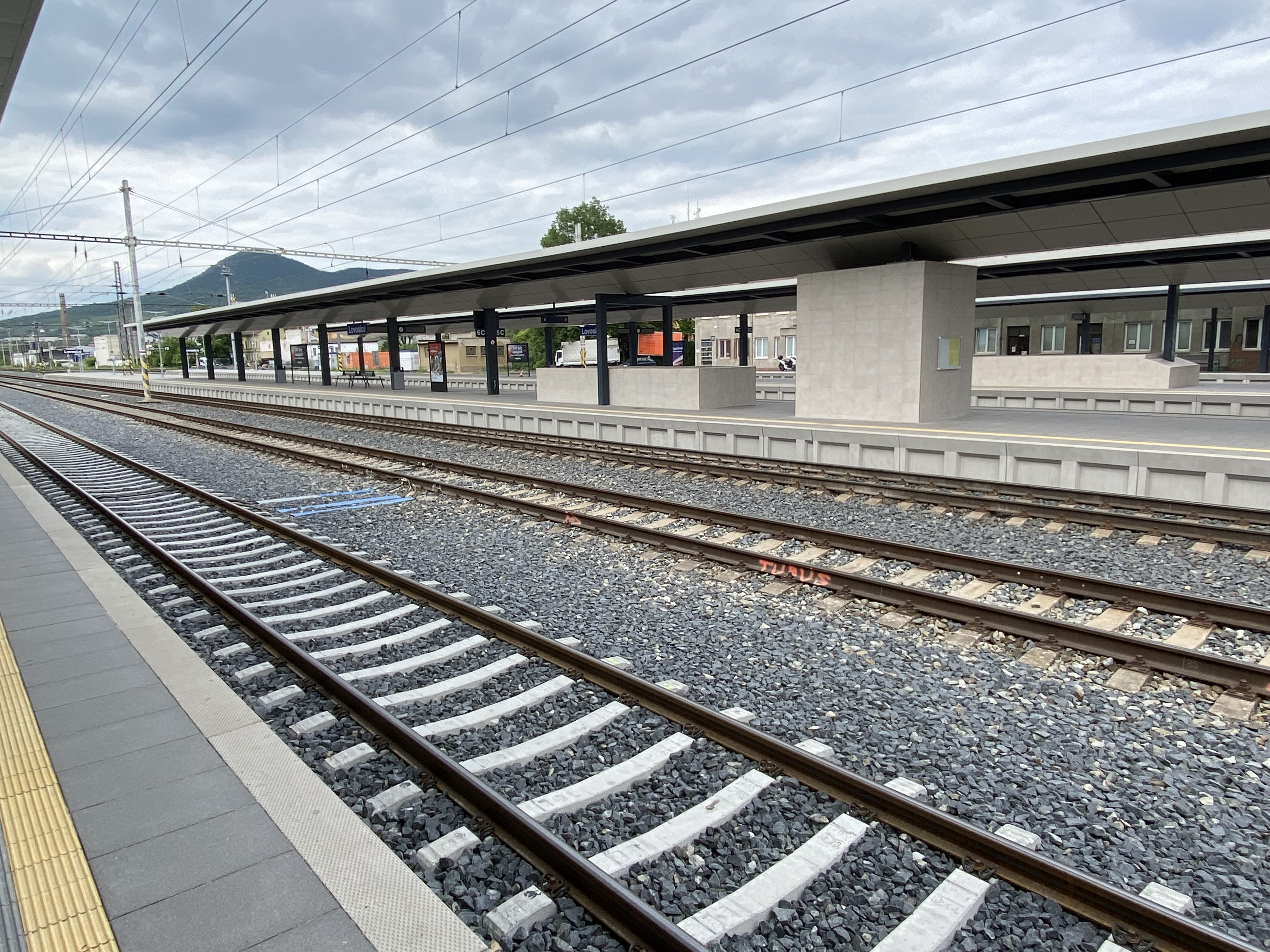
Pohled na koleje 7 a 6